# Лянгар (приток Кашкадарьи)
Лянга́р, Лангар или Лянгардарья́ (узб. Langardaryo/Лангардарё) — река в Камашинском районе Кашкадарьинской области Узбекистана, в прошлом — левый приток реки Кашкадарья (в настоящее время не доходит до неё).

## Общая характеристика
Длина реки равна 76 км. Площадь бассейна составляет 258 км². Река питается снеговыми и дождевыми водами. Среднемноголетний расход воды — 0,9 м³/с. Максимальные расходы наблюдаются в апреле и мае. Весной в русле Лянгара случаются интенсивные сели. Для накопления селевых вод было построено Лянгарское водохранилище объёмом 4 млн м³.
На Лянгаре имеется гидрометрический пост.

## Течение реки
Лянгар берёт начало в Гиссарских горах, их ответвлении, известном как Яккабагский хребет, образуясь на высоте около 2200—2300 м. В районе истока течёт в общем западном направлении (на топографической карте Генерального штаба этот участок подписан Хаппаксай). В верхнем течении река образует узкую и глубокую долину и проходит ущелье Курекдара. Близ конца ущелья на Лянгаре стоит первый населённый пункт Башдара. Далее по берегам реки располагаются населённые пункты Джайратан, Уртадара, Яккаарча, Янгикишлак, Лангар, Кызылкишлак, Тегирманкуль, Калтатай, Чангак, Акдахана, Каттатал. Близ селения Яккаарча водоток поворачивает на северо-запад. В районе кишлака Лангар долина реки расширяется.
Ниже населённого пункта Каттатал расположено Лянгарское водохранилище (селехранилище). За плотиной водохранилища река возвращает общее западное направление течения, здесь стоят селения Каттаараб, Кишлык, Пастараб. В летние месяцы, за счёт разбора воды на орошение, Лянгар не доходит до Кашкадарьи.